# Basilica di San Francesco
La basilica di San Francesco si trova ad Assisi, in Umbria. 
È il luogo che dal 1230 conserva e custodisce le spoglie mortali del santo serafico.
Voluta da Papa Gregorio IX quale specialis ecclesia, venne insignita dallo stesso Pontefice del titolo di Caput et Mater dell'Ordine minoritico e contestualmente affidata in perpetuo agli stessi frati. Fa parte delle proprietà non extraterritoriali della Santa Sede, quindi non gode di immunità diplomatica. Nella complessa storia che ha segnato l'evoluzione dell'Ordine, la basilica (e l'annesso Sacro Convento) fu sempre custodita dai cosiddetti "frati della comunità", il gruppo che andò in seguito a costituire l'Ordine dei Frati Minori Conventuali.
Presso la Chiesa sepolcrale della Basilica dove fu eretto l'altare sulla tomba del Santo, il 19 novembre 1585, il papa francescano Sisto V, con la bolla Supernae dispositionis istituiva l'Arciconfraternita dei Cordigeri. Nel 1754 Benedetto XIV l'ha elevata alla dignità di Basilica patriarcale (dal 2006 "Basilica papale") e Cappella papale. Nell'anno 2000, insieme ad altri siti francescani del circondario, la basilica è stata inserita nella Lista del patrimonio dell'umanità dell'UNESCO. È monumento nazionale italiano.

## Storia
Il 15 luglio del 1228, a soli due anni dalla morte, Francesco venne proclamato santo da papa Gregorio IX; il giorno dopo, lo stesso pontefice e frate Elia da Cortona, sino all'anno prima vicario generale dell'Ordine minoritico, posero la prima pietra dell'imponente basilica, come pattuito l'anno prima. Fu ben presto chiaro che il nuovo tempio sarebbe stato una specialis ecclesia, ovvero sia il santuario ospitante le spoglie del santo, sia la chiesa madre dell'Ordine.

### La costruzione

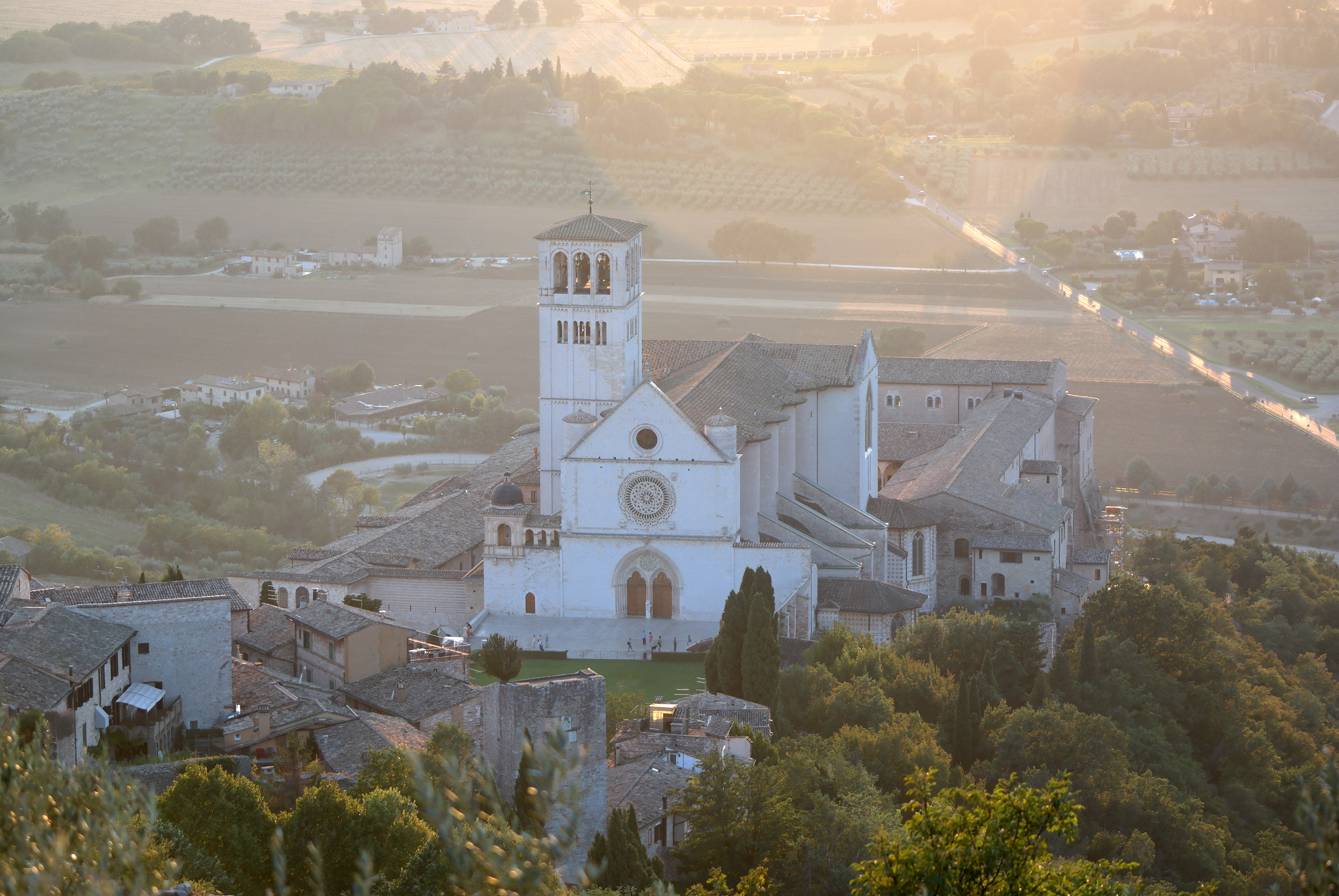
Il complesso della Basilica visto dalla Rocca Maggiore

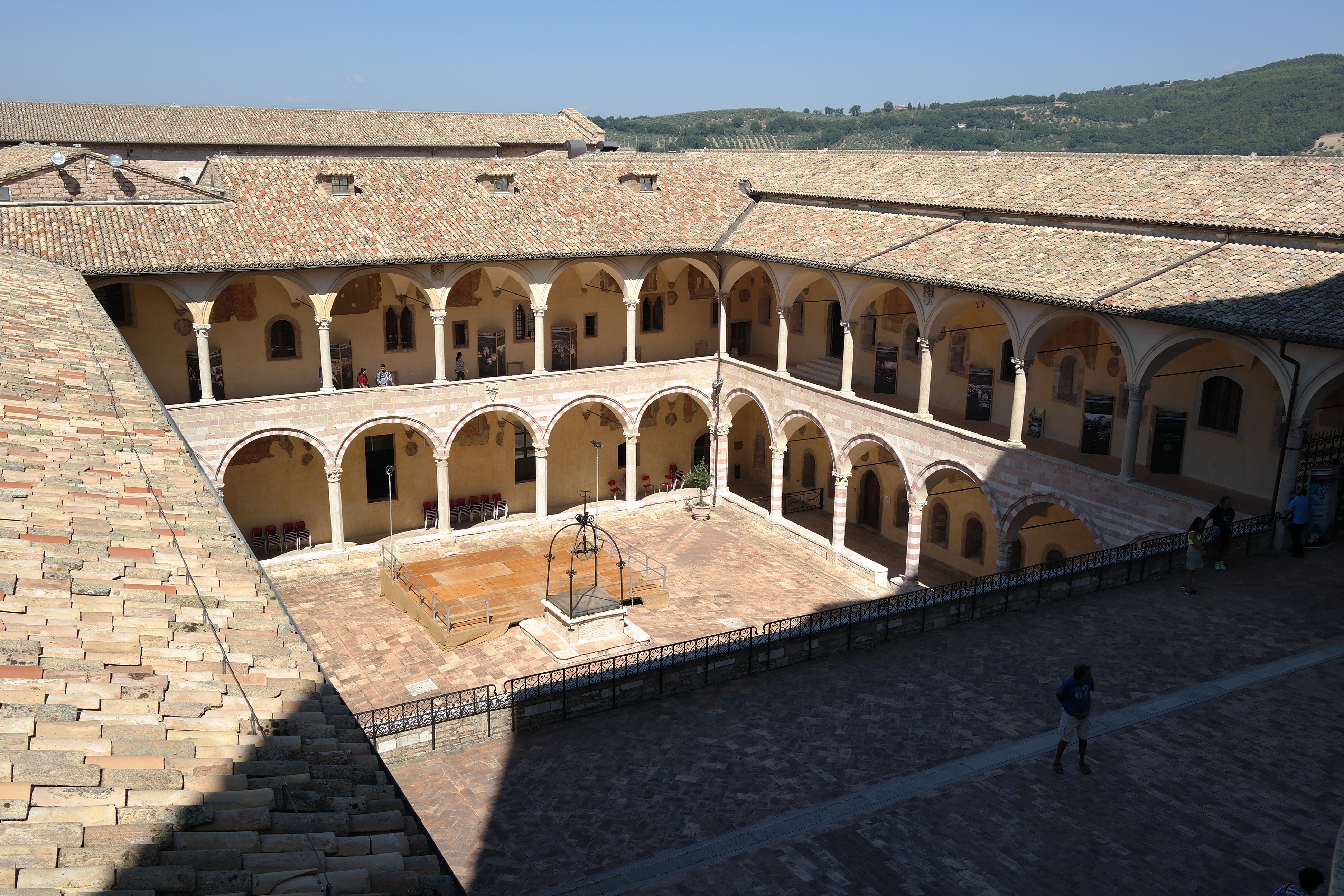
Il Chiostro di Sisto IV dietro l'abside della Basilica

Secondo la tradizione fu lo stesso Francesco ad indicare il luogo in cui desiderava essere sepolto. Si tratta della collina inferiore della città dove abitualmente venivano sepolti i senza legge, i condannati dalla giustizia (forse anche per questo era chiamata Collis inferni). Quel colle, donato da Simone di Pucciarello, fu ribattezzato Collis paradisi e su di esso fu edificata la nuova basilica, al margine nord-occidentale della città murata. Sebbene le disposizioni testamentarie di Francesco (1226) raccomandassero la costruzione di chiese secondo la primaria regola della povertà, disposizione confermata anche nello statuto redatto sotto Bonaventura da Bagnoregio (1260), la basilica rappresentò un'evidente deroga al rigore tipicamente francescano. Tale impresa fu possibile per una lettura delle strutture ecclesiali come mezzo di trasmissione per il messaggio francescano, soprattutto attraverso le decorazioni figurative che dovevano creare delle vere e proprie Biblia pauperum, ovvero "Bibbie per i poveri" analfabeti, incapaci di leggere ma di istruire attraverso le immagini.
La chiesa, che fu uno dei capisaldi della diffusione del gotico in Italia, aveva molteplici finalità. Prima di tutto era il luogo di sepoltura del fondatore dell'ordine, che già dopo due anni dalla sua morte veniva considerato una delle figure più significative della storia del Cristianesimo: per questo si predispose una dimensione adeguata ad una meta di pellegrinaggio e devozione popolare. Un secondo ordine di interessi era più strettamente legato al papato, che vedeva ormai nei francescani, dopo la diffidenza iniziale, gli alleati per rinsaldare i legami con i ceti più umili e popolari. Per questo nella basilica si fusero esigenze legate ai flussi di pellegrini (ampiezza, corredo di rappresentazioni didascaliche) con lo schema di una cappella palatina (la basilica era infatti Cappella pontificia) secondo i più aggiornati influssi gotici, come la Sainte-Chapelle di Parigi, dove pure sono presenti due chiese sovrapposte ad aula unica.

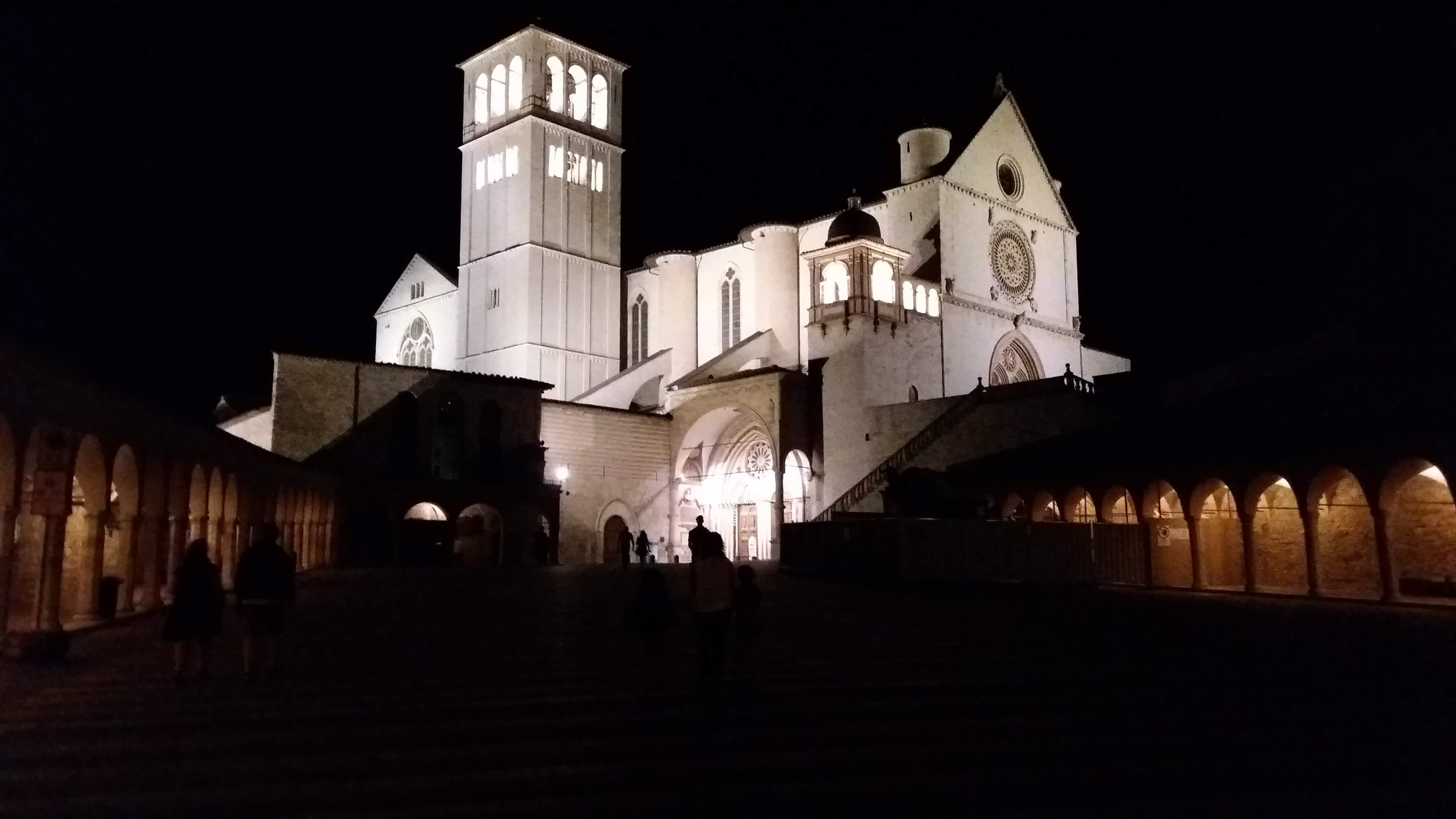
Vista notturna della Basilica di San Francesco

La costruzione della basilica venne avviata nel 1228 da Gregorio IX e fu consacrata il 25 maggio 1253 da papa Innocenzo IV. A cominciare da papa Innocenzo IV la basilica fu posta sotto la diretta dipendenza del papa. Non si conoscono i nomi degli architetti, indicati ipoteticamente nelle figure dello stesso frate Elia, di Lapo o Jacopo Tedesco (quest'ultimo citato da Vasari), di fra Giovanni della Penna o di fra Filippo da Campello.
La basilica inferiore doveva essere già completa nel 1230, quando vi venne solennemente trasferita la salma di san Francesco e, secondo la tradizione, il corpo fu nascosto per evitare che venisse trafugato. Solo nel 1818 fu ritrovato, tumulato in un sarcofago sotto l'altare maggiore. Le spoglie provenivano dalla chiesa di San Giorgio (poi inglobata nel complesso della basilica di Santa Chiara). All'inizio la basilica (inferiore) doveva corrispondere alle attuali campate dalla seconda alla quarta, di forma rettangolare in pianta e di una semplicità vicina al modello francescano. La struttura abbastanza semplice venne presto modificata secondo linee più maestose, ispirandosi in parte all'architettura romanica lombarda, con nuove suggestioni gotiche legate agli edifici costruiti dall'ordine cistercense.
Quando divenne generale dell'Ordine frate Elia (1232) si decise infatti di edificare due chiese sovrapposte, di proporzioni ben maggiori, che esaltassero la gloria del santo fondatore e dell'Ordine stesso. All'impianto primitivo venne aggiunta un'altra campata verso est, il transetto e l'abside, mentre all'esterno venivano costruiti pilastri e contrafforti per sopportare il peso della basilica superiore. Per la stessa ragione la copertura originaria a capriate venne rifatta con volte a crociera costolonate.
Si andò così diversificando la doppia funzione dell'edificio: sotto chiesa tombale e cripta, sopra aula monastica, spazio per le prediche e cappella papale. La svolta gotica nell'architettura viene verosimilmente legata all'ascesa dell'inglese Aimone da Faversham quale generale dell'Ordine (1241), che chiamò al cantiere maestranze transalpine. Il risultato fu una sorta di "gabbia gotica" in cui lo scheletro nervato della basilica superiore contrasta con l'aspetto romanico delle fronti esterne, generando discontinuità, ma anche la spiccata originalità dell'edificio.
La scarsità di fonti scritte per il periodo successivo impedisce di delineare l'avanzamento dei lavori, almeno fino alla consacrazione del 1253, data alla quale non necessariamente tutti i lavori dovevano essere conclusi. La costruzione della cappella di Santa Caterina nel 1367 consacrò l'aspetto della basilica che non subì sostanziali modifiche nei secoli successivi.
Nel XIII secolo vi predicò San Bonaventura da Bagnoregio, il quale vi tenne ben 16 sermoni; nel secolo successivo vi predicò anche san Bernardino da Siena. Nel 1798 la basilica fu invasa dai francesi e depredata. Nel 1810 l'ordine fu soppresso, però nel 1814 i francescani vi ritornarono.
L'ordine francescano fu nuovamente soppresso subito dopo l'unità d'Italia ed il convento divenne un Convitto nazionale. La Chiesa ne rientrò in possesso solo nel 1927. Nel 1939, con la proclamazione di Francesco patrono d'Italia, la basilica divenne Santuario nazionale.
Nel convento abitò san Giuseppe da Copertino (XVII secolo), che fu ammirato e seguito da Maria di Savoia. Nel 1702 Angela Maria del Giglio e Giuseppe Antonio Marcheselli fondarono qui la congregazione delle Suore Francescane Missionarie di Assisi.
Nella basilica si trovano le tombe di:
- Giovanni di Brienne, re di Gerusalemme ed imperatore latino di Costantinopoli, che si era fatto frate minore, morto nel 1237;
- Blasco Fernandez, duca di Spoleto, e di suo figlio Garcia, assassinati nel 1367;
- di quattro tra i primi compagni di san Francesco, cioè i beati Leone, Rufino, Masseo ed Angelo e della beata Jacopa dei Settesoli, nobile romana, chiamata da Francesco frate Jacopa.

Il tesoro della basilica fu ripetutamente depredato; nel 1320 da Muzio di Francesco, capo dei fuoriusciti ghibellini che si erano impadroniti della città, nel 1492 dai Baglioni, nel 1497 da Jacopo Fiumi ed alla fine del XVIII secolo dai francesi.

### La decorazione

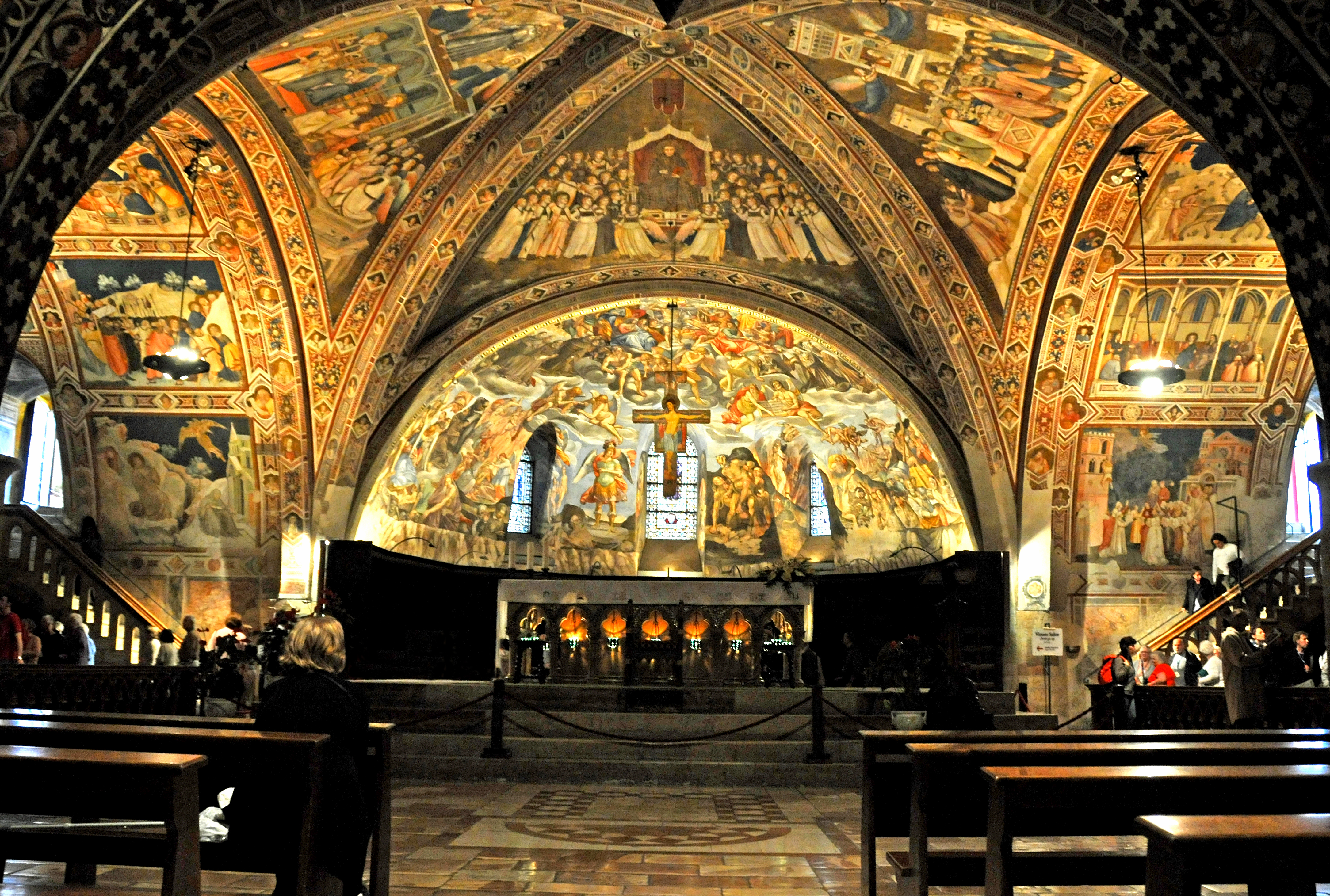
Affreschi del transetto della Basilica inferiore

Per quanto riguarda la decorazione ad affresco essa dovette iniziare nella basilica inferiore con le scene nel transetto (non esistevano ancora le cappelle laterali) ad opera del Maestro di San Francesco (1253 circa). Seguì probabilmente Cimabue che dipinse la Maestà nel transetto destro della basilica inferiore (e forse altri affreschi perduti, nel 1278 circa), la cui buona riuscita spinse i committenti ad affidargli la decorazione del coro e del transetto della basilica superiore. In questa vasta commissione, oggi in pessime condizioni anche a causa di errori tecnici, si distinsero gradualmente altri maestri, come il Maestro Oltremontano e il Maestro della Cattura.
All'inizio degli anni novanta si iniziarono a dipingere le vele e i registri superiori della navata, con maestranze romane (Jacopo Torriti) e toscane. Tra gli artisti impegnati in queste Storie dell'Antico e del Nuovo Testamento spiccò presto un maestro innovatore, il cosiddetto Maestro di Isacco, tradizionalmente identificato col giovane Giotto o con un maestro romano, forse Pietro Cavallini. Lo stesso maestro si vide poi affidato il ciclo più importante, quello delle 28 Storie di san Francesco: anche in questo caso è tradizionale il riferimento a Giotto, molto probabilmente autore effettivo del ciclo, ma altrettanto probabile è la presenza di altri capibottega, in particolare il "secondo capobottega" che Federico Zeri e altri studiosi riconobbero in Pietro Cavallini, ipotesi tuttora controversa.
Allo scadere del secolo la decorazione della basilica superiore doveva essere terminata e il principale capobottega doveva lasciare il cantiere delegando a un maestro meno dotato il completamento delle ultime scene, il Maestro della Santa Cecilia.
La decorazione riprese dalla basilica inferiore verso il 1307 e questa volta è sicura la presenza di Giotto, sebbene coadiuvato da numerosi collaboratori che rendono comunque difficile l'attribuzione delle scene. La bottega giottesca si occupò in sequenza della Cappella della Maddalena, del transetto destro e della volta sopra l'altare con le Allegorie francescane, terminando nel 1311 circa o, secondo un'altra ipotesi, nel 1334.
La volta con le Allegorie, con uno sfarzoso sfondo dorato, segnò ormai il culmine la revisione del pauperismo voluto dal fondatore dell'Ordine, all'insegna di una decorazione sempre più fastosa, secondo un processo graduale avviato dal generalato di Giovanni da Murro in poi. Negli anni venti del Trecento arrivarono ad Assisi i pittori senesi, quali Simone Martini e Pietro Lorenzetti, autori di straordinari cicli rispettivamente nella Cappella di San Martino e nel transetto sinistro della basilica inferiore. Entro gli anni trenta del Trecento la decorazione della basilica poteva dirsi completata.
Nel Seicento si verificò la ridipinture dell'abside della basilica inferiore, per rimediare al guasto Giudizio di Stefano Fiorentino, ad opera del Sermei (1623) e la decorazione di alcune parti della campata di ingresso e delle cappelle attinenti nella basilica inferiore ad opera di vari artisti locali.

### Dal ventesimo secolo

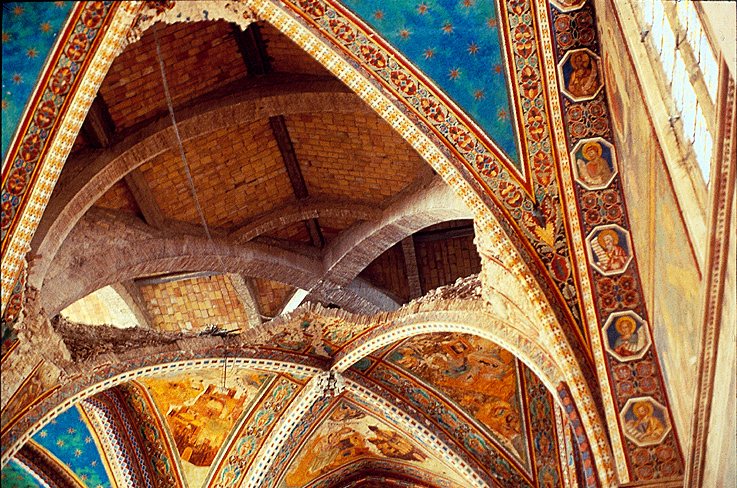
Le volte della Chiesa superiore dopo i crolli in seguito al terremoto del 1997

Tra il 1965 e il 1983 la basilica subì un'importante serie di lavori di restauro, mirati a consolidare le strutture e a salvaguardare gli affreschi, talvolta staccati recuperandone anche le sinopie (collocate nel museo del Tesoro)
Il terremoto del 26 settembre 1997 causò profonde lesioni alla basilica superiore, con il crollo della volta in due punti (che provocò la morte di due frati e di due tecnici della Soprintendenza, ricordati con un'iscrizione nel pavimento all'ingresso della basilica) e ingenti danni al timpano sud del transetto: 130 metri quadrati di affreschi medievali furono ridotti in frammenti. In particolare crollò parte degli affreschi sulla volta della prima campata: il San Girolamo (attribuito da alcuni a Giotto giovane), dove erano raffigurati i Quattro Dottori della Chiesa; la figura di San Matteo, sulla volta raffigurante i Quattro evangelisti di Cimabue; inoltre, la volta stellata, ridipinta nell'Ottocento. Sull'arco di controfacciata e sul costolone, anch'essi crollati, rovinarono a terra otto figure di santi e altre decorazioni. La basilica rimase chiusa per due anni per i necessari lavori di restauro. Il caporestauratore Sergio Fusetti rimase sotto il crollo causato dal terremoto, ma sopravvisse.
Il 17 aprile 1997 fu scagliata contro il portale del Rubbiani una bomba incendiaria, sfiorando il disastro architettonico. Solo la prontezza di Vincenzo Sermenghi, gommista proprietario dell'officina posta lateralmente alla Basilica, ha permesso lo spegnimento dell'incendio limitandone i danni. I Frati di San Francesco hanno voluto ricordare quel gesto apponendo una targa all'interno del portale maggiore della Basilica.

## Descrizione

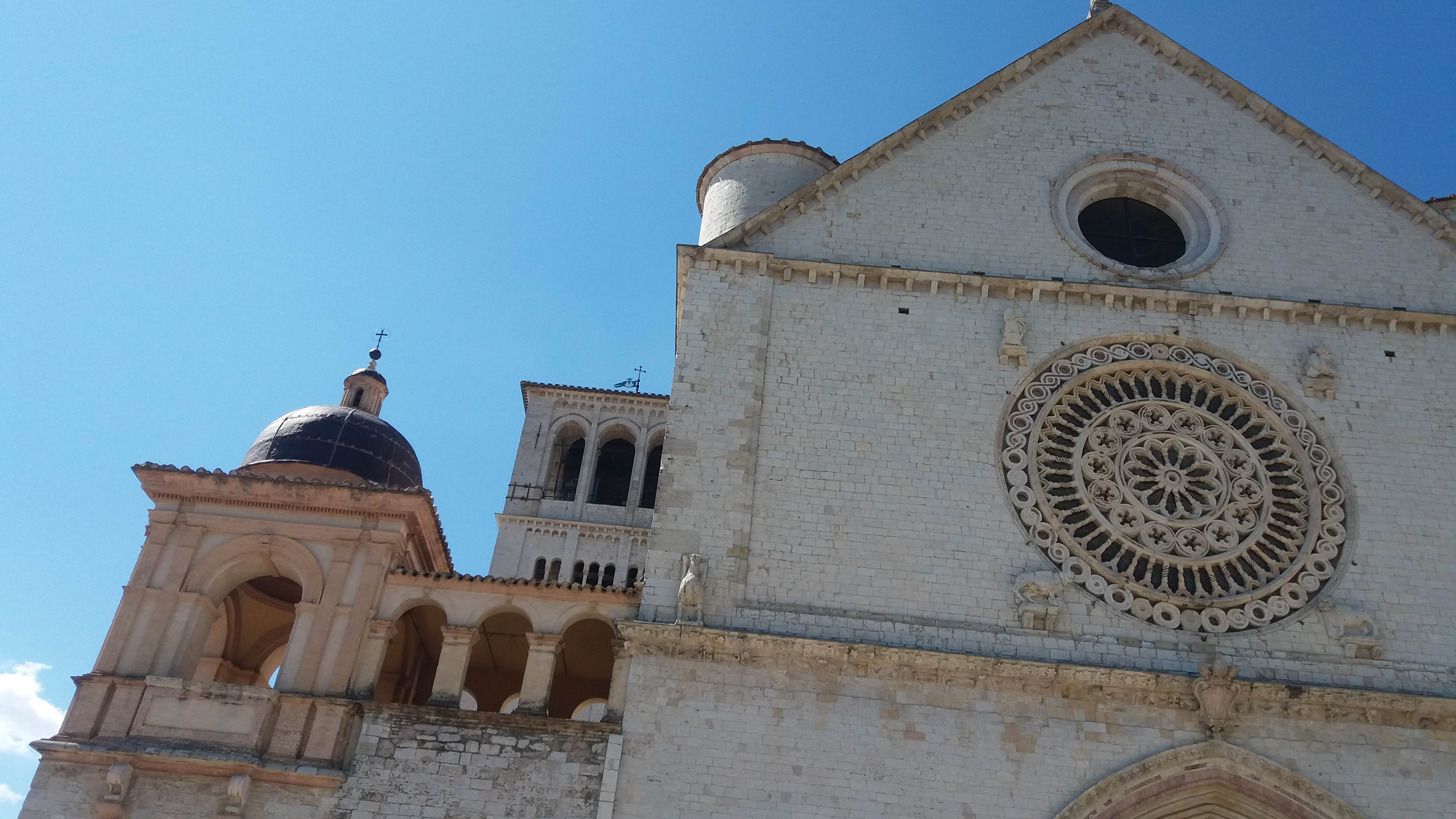
Particolare della facciata della Chiesa superiore

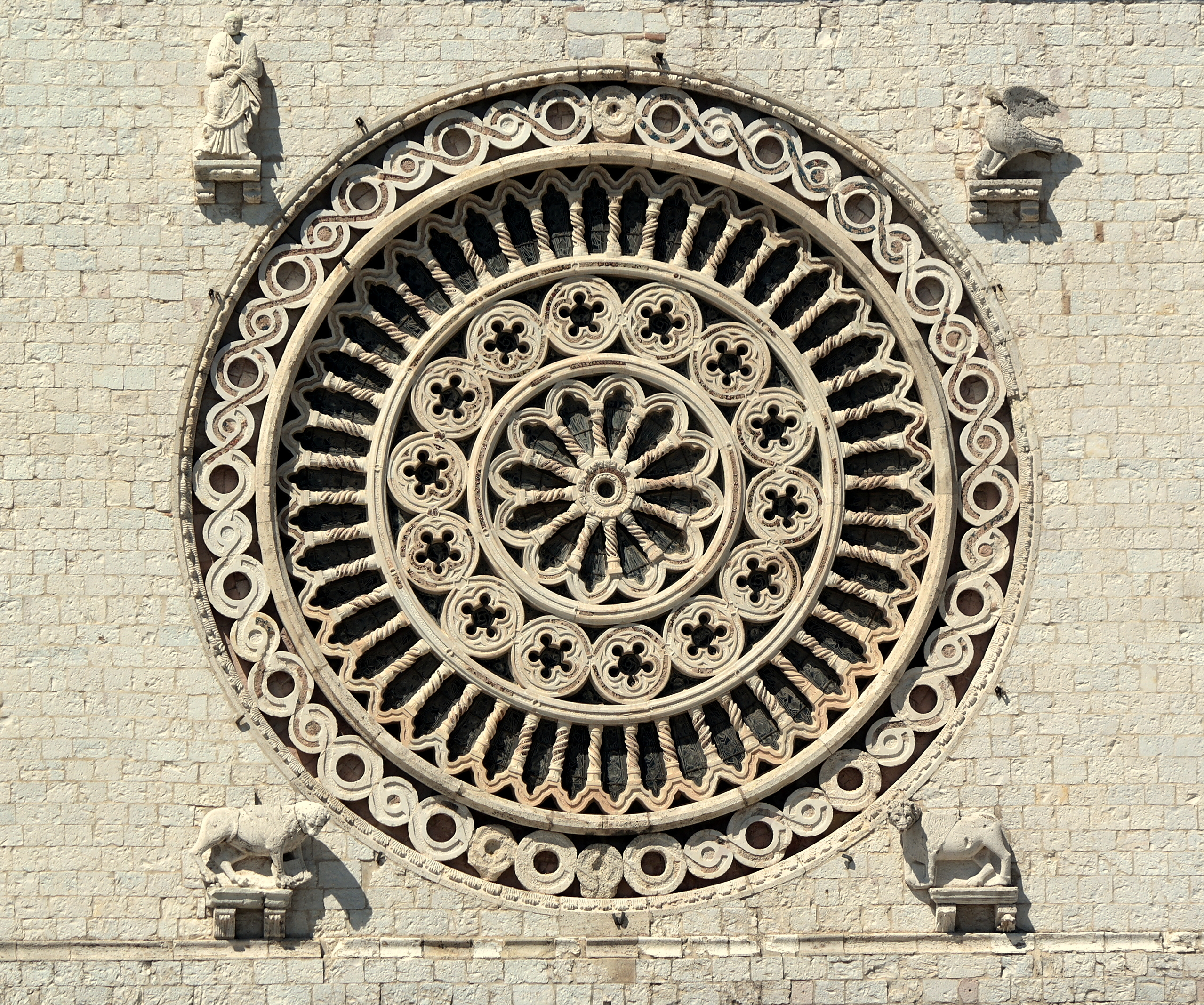
Rosone della facciata della Chiesa superiore

La basilica è formata da due chiese sovrapposte, una inferiore e una superiore, legate a due diverse fasi costruttive: la prima legata al romanico umbro, di derivazione lombarda, la seconda legata al gotico di matrice francese. Straordinario è, in entrambi i casi, l'apparato decorativo interno.
Di fronte all'atrio che precede l'ingresso della basilica inferiore si trova l'ex oratorio di San Bernardino, costruito per il Terz'Ordine francescano da maestranze lombarde intorno alla metà del XV secolo.
L'abside, visibile dal Chiostro grande o dalla terrazza che vi si affaccia, ha forma semicircolare in basso che diventa poligonale in alto. Fiancheggiata da due piloni cilindrici, vi si aprono finestroni gotici.

### La chiesa inferiore

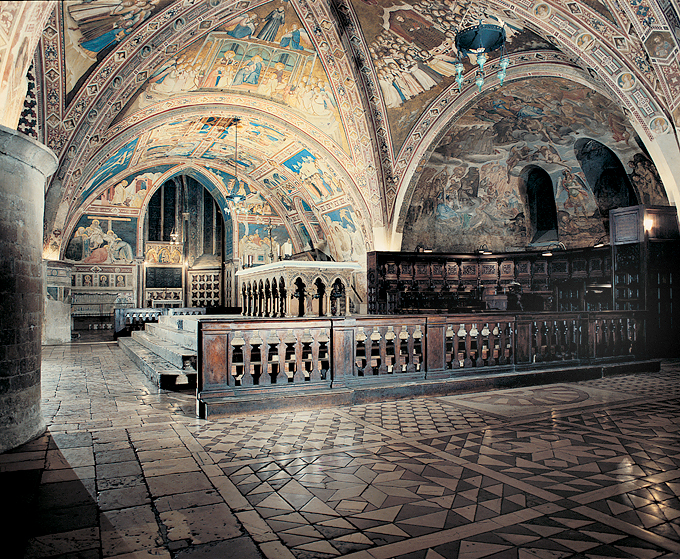
Il transetto della Chiesa inferiore con l'altare eretto sopra la tomba di san Francesco

La chiesa inferiore fu iniziata sotto la soprintendenza di frate Elia nel luglio del 1228.
I lavori dovevano essere terminati nel 1230 quando vi fu traslato il corpo del santo deposto in un sarcofago sotto l'altare maggiore, dov'è tuttora conservato in una piccola cripta. Inoltre, ai quattro angoli della cripta, sono stati sistemati i corpi dei beati frati Angelo, Leone, Masseo e Rufino e, lungo la scala che dalla basilica conduce alla cripta, il corpo della beata Jacopa dei Settesoli nobildonna romana moglie di Graziano Frangipane.
Quell'edificio, corrispondente all'odierna seconda, terza e quarta campata dell'odierna chiesa, era probabilmente un'aula rettangolare, nella sua semplicità vicina al modello francescano.
Alle decorazioni della basilica hanno collaborato i più illustri artisti del tempo da Giotto a Cimabue a Simone Martini.
Sempre nella basilica inferiore è situato un locale che ospita le reliquie di san Francesco, un piccolo ma significativo insieme di oggetti appartenuti al santo.
La chiesa inferiore ha la funzione di chiesa sepolcrale, sottolineata anche dalla presenza della cripta.
Appare ancora quasi romanica: è priva di elevazione, le crociere sono larghe, i costoloni hanno una sezione quadrangolare, i pilastri sono bassi e grossi per sostenere il grave peso della chiesa superiore. Ma che siamo ormai in un periodo gotico è reso palese dal forte distacco dei costoloni dalle vele, che fa risaltare l'ossatura in maniera più sentita che nel romanico.
Tra i sepolcri monumentali, degno di nota quello di Giovanni di Brienne, imperatore latino di Costantinopoli (IV Crociata)

### La chiesa superiore
La chiesa superiore presenta una facciata semplice a "capanna". La parte alta è decorata con un rosone centrale, con ai lati i simboli degli Evangelisti in rilievo. La parte bassa è arricchita dal maestoso portale strombato. Sul lato sinistro della facciata è stata appoggiata , nel Seicento, la Loggia delle benedizioni dalla quale, in epoca passata, si mostrava il Velo santo della Madonna. Sullo stesso lato, poco dopo la costruzione della chiesa superiore, è stato innalzato il campanile, un tempo cuspidato.

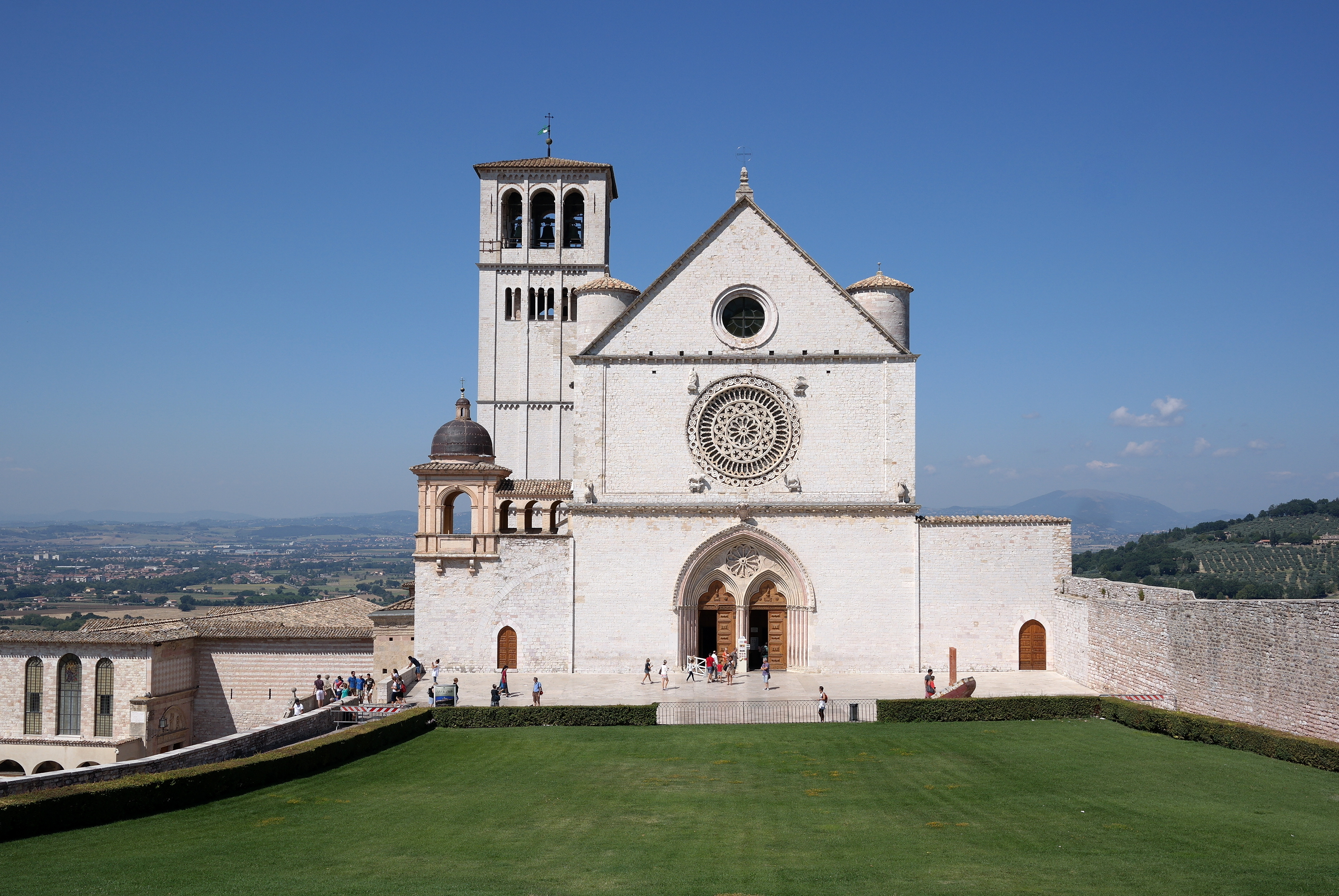
Vista frontale della Chiesa superiore

L'architettura interna mostra invece i caratteri più tipici del gotico italiano: archi a sesto acuto che attraversano la navata, poggianti su semipilastri a fascio, dai quali si diramano costolature delle volte a crociera ogivali e degli arconi laterali che incorniciano le finestre. La fascia inferiore è invece liscia, e venne predisposta fin dall'inizio per la creazione di una bibbia per i poveri, rappresentata dalla decorazione didascalica ad affresco. Rispetto ad esempi marcatamente schiacciati (come la Basilica di Sant'Ambrogio a Milano) o ad altri orientati verso il verticalismo (gotico d'Oltralpe), la basilica francescana presenta un bilanciato equilibrio in alzato, con lo slancio dei pilastri e delle volte interrotto dall'orizzontalità del ballatoio che corre sotto le finestre, che dà un sofisticato ritmo di linee perpendicolari.

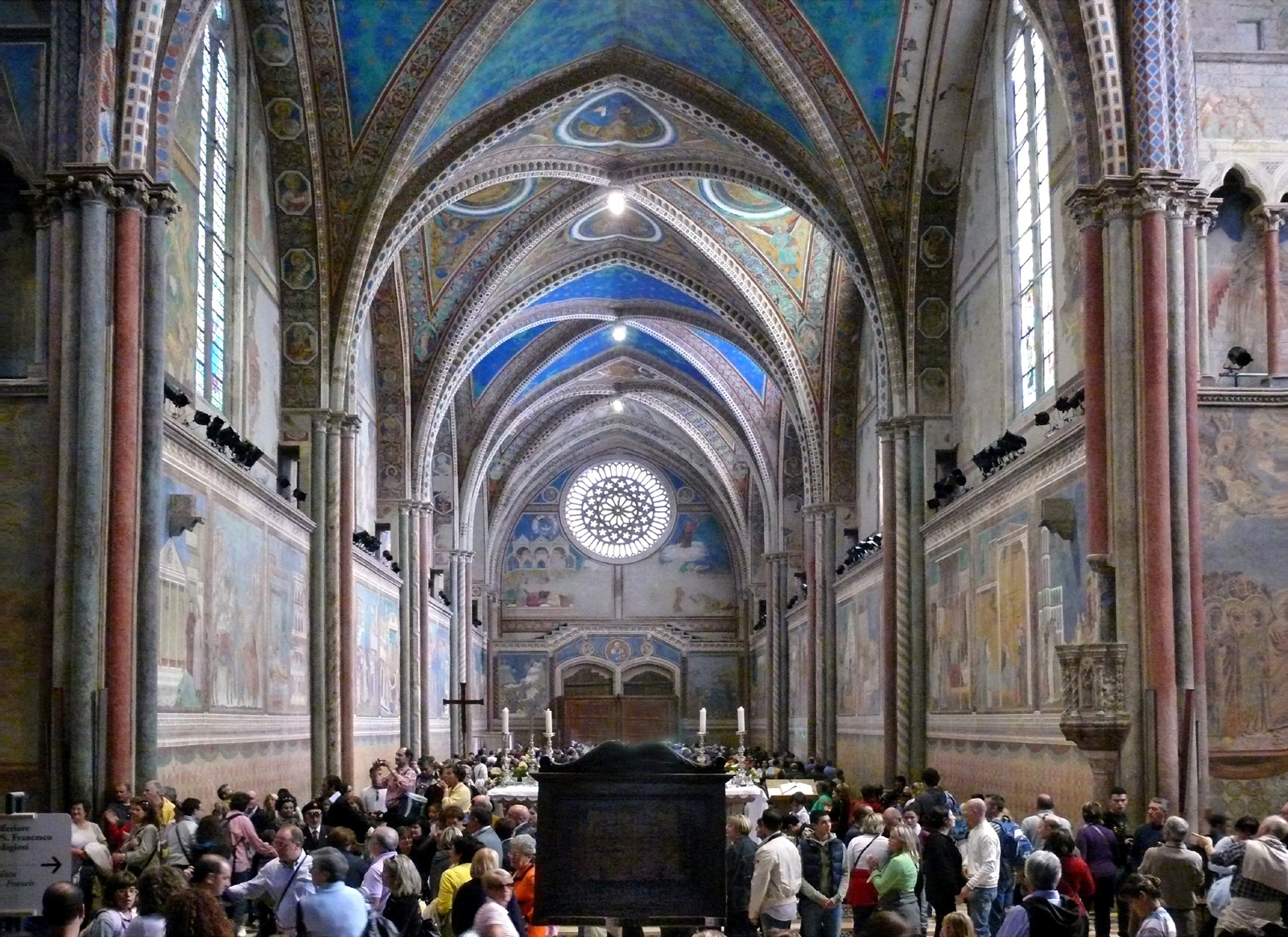
Navata della Chiesa superiore

Una certa somiglianza viene evidenziata con alcuni edifici francesi, come la cattedrale di Angers, che presenta affinità sia in alzato sia in pianta.
La basilica superiore contiene la più completa raccolta di vetrate medievali d'Italia. Quelle della zona absidale (antecedenti al 1253) sono attribuite ad artisti della Germania nord-orientale, mentre quelle del transetto e della navata sono in parte di francesi e in parte di una bottega nata nell'ambito dell'officina del Maestro di San Francesco, databili nella seconda metà del XIII secolo.
Intorno al 1288 sarebbero iniziate anche le decorazioni ad affresco. La decorazione di entrambe le basiliche corrisponde ad una serie di programmi (in qualche caso, in parte, distrutti), ciascuno dei quali è stato pensato in vista di un piano decorativo integrale, finalizzato all'esaltazione della figura di san Francesco.
Lo straordinario risultato finale è dovuto al contributo essenziale di artisti di altissimo livello come Cimabue e Giotto, le cui sperimentazioni hanno fatto, della basilica di Assisi, uno dei luoghi più importanti per l'evoluzione dell'arte italiana ed europea tra il Duecento e il Trecento.
La basilica superiore è adibita alle funzioni liturgiche di carattere ufficiale, come testimonia la presenza del trono papale nell'abside.
La basilica superiore fu modello e ispirazione per le chiese francescane, anche se talvolta venne liberamente reinterpretato, per esempio usando una copertura a capriate invece delle volte. Tra le derivazioni più dirette la basilica di Santa Chiara, sempre ad Assisi, le chiese di san Francesco a Arezzo e a Cortona, la basilica di San Lorenzo Maggiore a Napoli. Fuori dall'Italia si riscontrano somiglianze per esempio nella Cattedrale di Angers in Francia, dove probabilmente ci furono contatti tramite Haymo di Faversham, generale dei francescani dal 1240 al 1244.

### Organi a canne
Nella basilica vi è l'organo a canne Mascioni opus 1053, costruito nel 1982. A trasmissione elettrica, conta 44 registri suddivisi fra le tre tastiere e la pedaliera. Le canne, senza mostra, sono tutte collocate nello spazio fra la parete dell'abside e gli schienali degli stalli del coro, che le celano completamente alla vista; la consolle, invece, si trova generalmente nel transetto destro.

### Il campanile

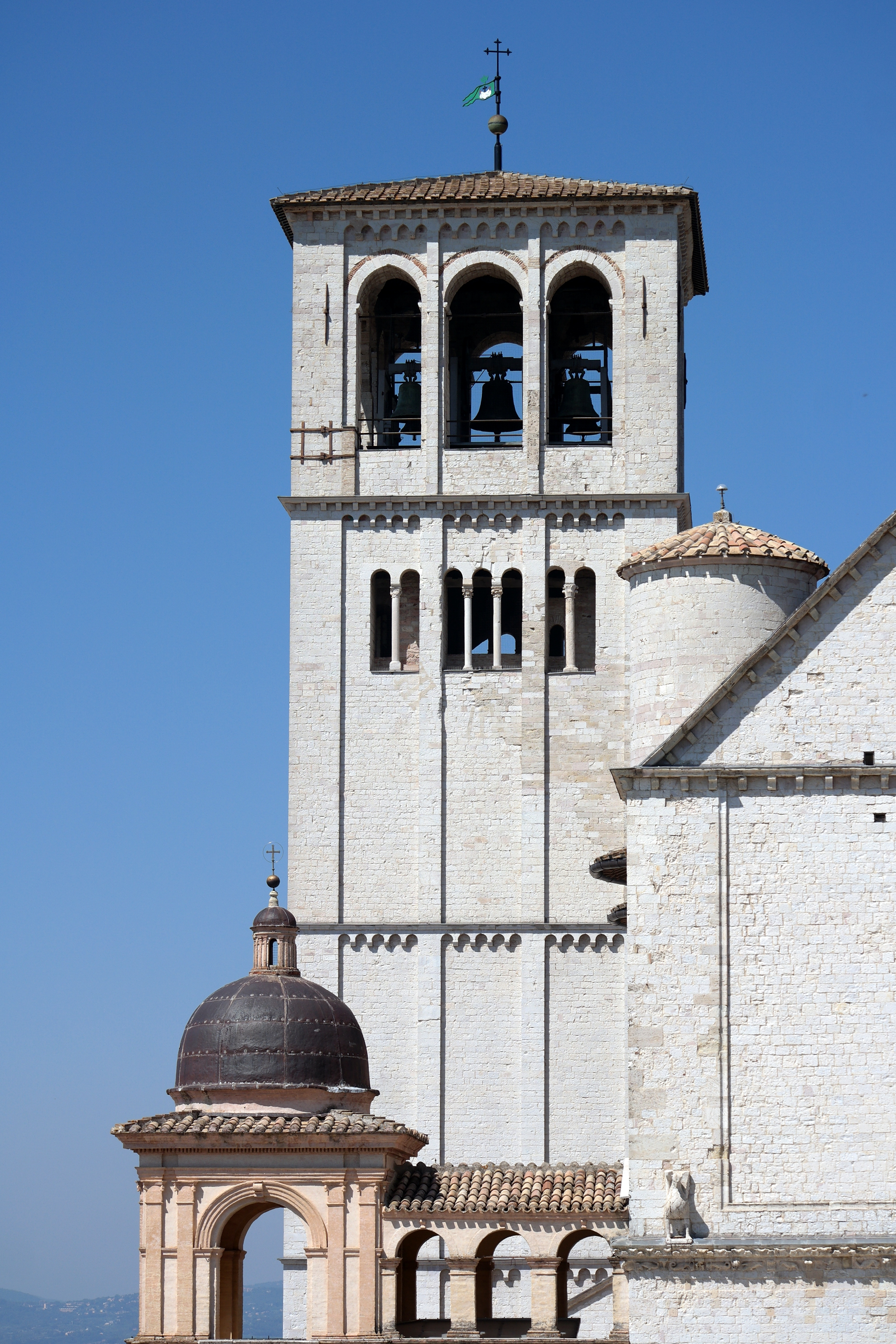
Il campanile

A ridosso del fianco sud si innalza l'alta torre campanaria (completato nel 1239), con un gioco di cornici e archetti pensili che ne spezzano la corsa verso l'alto. Percorso verticalmente da lesene, ha la cella campanaria aperta con triplice arcata. L'originaria copertura a cuspide fu abbattuta nel 1530. All'interno della cella stessa si trovano sette campane elettrificate a slancio, di cui le 5 più grandi fuse dai Fratelli Baldini di Rimini nel 1837. Solo una di esse (la terza campana, per l'esattezza) è stata fusa l'anno prima, nel 1836.
La prima campana (affettuosamente chiamata "Francesca") è collocata al centro della cella campanaria. Suona un Si2 calante ed ha un diametro pari a 164,8 cm e uno spessore pari a circa 13 cm. Pesa 28 quintali, ed è una delle campane più grandi di Assisi, dopo la campana della basilica di Santa Maria degli Angeli (il cui è peso è di 51 quintali) e la "Campana delle Laudi" della Torre del Popolo (il cui peso è stimato tra i 40-45 quintali).
La seconda campana (che guarda la piazza Superiore) è collocata a destra rispetto alla prima campana. Suona un Re3 calante, ed ha un diametro pari a 131,5 cm e uno spessore pari a 10,5 cm. Pesa 14,2 quintali.
La terza campana (l'unica fusa nel 1836 e che guarda sempre la Piazza Superiore) è collocata a sinistra rispetto alla prima campana. Suona un Mi3 ed ha un diametro pari a 122,7 cm e uno spessore pari a 10 cm. Pesa 11,8 quintali.
La quarta campana (che guarda la vallata) è collocata dietro la seconda campana, e suona un Fa#3 calante. Ha un diametro pari a 108 cm e uno spessore pari a 8,5 cm. Pesa 8 quintali.
La quinta campana (che guarda la vallata) è collocata dietro la terza campana, e suona un Sol#3. Ha un diametro pari a 87,5 cm e uno spessore pari a 6 cm. pesa 4,2 quintali.
Le due campane più piccole sono collocate in alto alle campane maggiori.

## Configurazione canonica
Gregorio IX - che della Basilica e annesso Sacro Convento fu il fondatore - con la bolla Is qui Ecclesiam del 22 aprile 1230 ne disponeva la diretta soggezione al romano pontefice riconoscendole il titolo di Caput et Mater dell'Ordine francescano il cui servitium affidava ad esso in perpetuo.
Con la costituzione apostolica Fidelis Dominus del 25 marzo 1754, papa Benedetto XIV, confermando la Basilica come Caput et Mater Ordinis Fratrum Minorum, la elevava a Basilica patriarcale e Cappella papale.
L'8 agosto 1968, con il motu proprio Inclita toto, papa Paolo VI assegnava alla Basilica un cardinale legato residente in Roma con la facoltà di esercitare, in nome del Pontefice, la ordinariam et immediatam iurisdictionem sulla Basilica, concedendogli nel contempo di demandare tale giurisdizione al Custode del Sacro Convento come suo vicario.
Tale status è stato profondamente modificato da papa Benedetto XVI che, al fine «di realizzare una più efficace intesa tra le attività che si svolgono sia nella Basilica di San Francesco (con annesso Sacro Convento), sia nella Basilica di Santa Maria degli Angeli (ed unito Convento) e la pastorale della diocesi di Assisi-Nocera Umbra-Gualdo Tadino, e anche con la pastorale promossa a livello regionale e nazionale dalle rispettive Conferenze episcopali», col motu proprio Totius orbis del 9 novembre 2005, assegnava al vescovo di Assisi-Nocera Umbra-Gualdo Tadino «la giurisdizione prevista dal diritto sulle chiese e sulle case religiose per quanto riguarda tutte le attività pastorali» svolte nelle due Basiliche (e relativi Conventi). Stabiliva poi per entrambe le Basiliche un Cardinale di S.R.C. come suo Legato «il quale, pur non godendo di giurisdizione, avrà il compito di perpetuare con la sua autorità morale gli stretti vincoli di comunione tra i luoghi sacri alla memoria del Poverello e questa Sede Apostolica».
Dal 24 ottobre 2017 il legato pontificio per le basiliche di Assisi è il cardinale Agostino Vallini. In tale veste, il 22 novembre 2020, egli ha presieduto nella basilica di San Francesco alla solenne consacrazione episcopale dell'allora custode generale del Sacro Convento di San Francesco, fra' Mauro Gambetti, elevato alla porpora cardinalizia pochi giorni dopo da papa Francesco.
Nel 2006, con la rinuncia da parte di papa Benedetto XVI al titolo formale di Patriarca d'Occidente, è stata rinominata ufficialmente basilica papale.

## Cronotassi dei legati pontifici

### Legati pontifici della basilica patriarcale di San Francesco
- Cardinale Silvio Oddi (13 giugno 1969[17] - 23 maggio 1996 ritirato)
- Cardinale Carlo Furno (23 maggio 1996[18] - 5 novembre 1998 ritirato)
- Cardinale Lorenzo Antonetti (5 novembre 1998[19] - 9 novembre 2005[20] nominato legato pontificio delle basiliche di San Francesco e di Santa Maria degli Angeli)

### Legati pontifici delle basiliche papali di San Francesco e di Santa Maria degli Angeli
- Cardinale Lorenzo Antonetti (9 novembre 2005[20] - 21 febbraio 2006 ritirato)
- Cardinale Attilio Nicora (21 febbraio 2006[21] - 22 aprile 2017 deceduto)
- Cardinale Agostino Vallini (24 ottobre 2017[22] - 6 luglio 2025 ritirato)
- Cardinale Ángel Fernández Artime, S.D.B., dal 16 luglio 2025

## Opere già in San Francesco
- Giunta Pisano, Croce di Frate Elia